# Вежхоцино
Вежхоцино (пол. Wierzchocino, нім. Virchenzin) — село в Польщі, у гміні Смолдзіно Слупського повіту Поморського воєводства.
Населення — 183 особи (2011).
У 1975-1998 роках село належало до Слупського воєводства.

## Демографія
Демографічна структура станом на 31 березня 2011 року:
|          | Загалом | Допрацездатний вік | Працездатний вік | Постпрацездатний вік |
| -------- | ------- | ------------------ | ---------------- | -------------------- |
| Чоловіки | 95      | 18                 | 70               | 7                    |
| Жінки    | 88      | 17                 | 51               | 20                   |
| Разом    | 183     | 35                 | 121              | 27                   |